# طوني بروينز سلوت
طوني بروينز سلوت (1 أبريل 1947 - 1 نوفمبر 2020)، هو مدرب كرة قدم ومحلل كروي هولندي، اشتهر بتحليلاته للمباريات.